# Guardians of the Night – The Vampire War
Guardians of the Night – The Vampire War (russisch Ночные стражи Notschnyje straschi) ist ein russischer Fantasyfilm aus dem Jahr 2016 von Emilis Velyvis. In den Hauptrollen sind Iwan Filippowitsch Jankowski, Leonid Issaakowitsch Jarmolnik und Ljubow Pawlowna Aksjonowa zu sehen.

## Handlung
Der achtzehnjährige Pascha arbeitet als Kurierfahrer in Moskau. Schon länger wird er in Träumen von einer unbekannten, mysteriösen Frau heimgesucht. Seit einigen Wochen wird die Sängerin einer Band vermisst, was in den Medien teilweise als Werbung für deren neues Studioalbum angesehen wird. Eher zufällig rettet er die Vampirprinzessin Dana, die er als die Frau aus seinen Träumen identifizieren kann und bei der es sich gleichzeitig um die verschwundene Sängerin handelt, vor einer Horde übernatürlich starker Kreaturen. Der noch gerade rechtzeitig auftauchende Gamajun, Leiter einer Abteilung für übernatürliche Kreaturen, kann den beiden zur Flucht verhelfen. Schnell findet Gamajun heraus, dass Pascha über besondere Fähigkeiten verfügt und heuert ihn daher für seine Abteilung an. Er klärt Pascha darüber auf, dass eine Parallelwelt existiert, wo übernatürliche Kreaturen wie Werwölfe, Goblins und Vampire (er bezeichnet diese als Ghule) leben.
Von nun an mischt Pascha in einem alten Kampf zwischen Gut und Böse mit. Gemeinsam mit Gamajun findet er heraus, dass der uralte Vampir Jankul während der Sonnenfinsternis eine Bindung mit der Thronfolgerin eingehen will, damit der Tag zur Nacht wird und die Nacht zum Tag. Zur Verwunderung von Dana wird sie von der Spezialeinheit in Gewahrsam genommen und bezeichnet Pascha als einen Verräter, da sie ihn für den Krieger, einen mystischen Beschützer, gehalten hat. Während des Rückwegs zur Basis attackieren die bösartigen Vampire den Zug und wollen Dana in ihre Hände bekommen. Dabei stirbt Stefa, die Schwester von Jankul, die bisher dafür sorgte, dass es keine menschlichen Verluste gibt und das Ziel mit möglichst wenig Grausamkeit zu erreichen. Ihren Tod instrumentalisiert Jankul, um die Vampire auf die Menschen zu hetzen, die er kategorisch verachtet und ihnen feindlich gegenübersteht. Durch diesen Schachzug strömen alle Agenten aus der Basis, um an den verschiedenen Orten gegen die Vampire zu kämpfen. Dank dieser Finte ist lediglich Pascha alleine in der Basis, kann besiegt werden und Dana gelangt in Gefangenschaft der bösen Vampire.
Schon bald findet Gamajun einen Verräter in den eigenen Reihen. Pascha beschließt Dana im Alleingang zu befreien. Er kämpft sich bis ganz nach oben auf das Hochhaus des Finsterlings. Gerade noch rechtzeitig schafft er es, die Zeremonie zwischen Dana und Jankul zu verhindern, und stellt sich dem Bösewicht entgegen. Nachdem alle Versuche scheitern, ihn zu töten, stürzt sich Pascha gemeinsam mit dem Obervampir vom Hochhaus und entwickelt dadurch genügend Kraft, ihn zu pfählen, stürzt aber auf ein Fahrzeug, was am Hochhaus parkt. Im Krankenhaus besucht Paschas Mutter ihren Sohn, der sich von dem Sturz scheinbar gut erholt hat. Erst der später dazustoßende Gamajun erklärt Pascha, dass er den Sturz nicht überlebt hat und tot sei. Allerdings verwandelte Dana ihn zu einem unsterblichen Vampir und rettete ihm dadurch das Leben. Schlussendlich kommen Pascha und Dana zusammen und werden die Herrscher über die übernatürlichen Wesen.

## Kritik
„[…] Wildes Fantasy-Spektakel, das ungeniert Horror, Romanze, Science-Fiction und Gore-Elemente mischt und auch mit Spezialeffekten nicht geizt, ohne damit an die Perfektion vergleichbarer Blockbuster-Filme heranzureichen.“

Die Online-Filmdatenbank kritisiert die wenig emotionalen und eher stereotypischen Filmfiguren und die vorhersehbare Handlung während der Auseinandersetzungen zwischen Gut und Böse. Final resümiert die Filmdatenbank, dass sich unterm Strich nichts Innovatives findet, es gibt keine sonderlichen Kniffe oder gar unerwartete Wendungen, zumal viele Szenen deutlich von Hollywoodvorbildern kopiert wurden. Phasenweise unterhält er okay, von einem großen Wurf in Sachen Blutsaugerhorror ist er jedoch weit entfernt.